# Finländska mästerskapet i fotboll 1909
Finländska mästerskapet i fotboll 1909 vanns av Helsingin PUS. I finalomgången fanns tre Helsingforsklubbar med.

## Finalomgång

### Semifinaler
| IFK Helsingfors | HJK Helsingfors | 1-1 | 3-2 |
| Reipas Viborg   | Helsingin PUS   | 1-6 |     |

### Final
| Helsingin PUS | IFK Helsingfors | 4-0 |

- Helsingin PUS finländska mästare i fotboll 1909.